# Кастель-д’Аццано
Кастель-д’Аццано (итал. Castel d'Azzano) — коммуна в Италии, располагается в провинции Верона области Венеция.
Население составляет 11368 человек (2008), плотность населения составляет 1172 чел./км². Занимает площадь 10 км². Почтовый индекс — 37060. Телефонный код — 045.
Покровителем коммуны почитается святой Зенон Веронский, празднование 21 мая.

## Демография
Динамика населения:

## Администрация коммуны
- Официальный сайт: http://www.comune.castel-d-azzano.vr.it/